# Флаг Гренады
Флаг Гренады состоит из двух желтых треугольников вверху и внизу и двух зелёных треугольников у справа и слева, окружённых красной рамкой с шестью пятиконечными желтыми звездами - тремя вверху в центре и тремя внизу в центре, и крупной звездой на красном диске в центре и мускатным орехом в треугольнике у древка. Был принят в 1974 году для замены временного флага, использовавшегося со времени, когда острова стали ассоциированным государством Соединенного Королевства.
Жёлтый цвет символизирует солнце над Гренадой и дружелюбие её граждан, зелёный — сельское хозяйство, красный — гармонию, единство и мужество. Семь звёзд олицетворяют семь административных единиц Гренады. На флаге помещён мускатный орех, выращивание которого является основой экономики Гренады, являющейся одним из крупнейших его производителей.

## Исторические флаги

Флаг колонии Гренада 1875 — 1903
Флаг колонии Гренада 1903 — 3 марта 1967
Флаг ассоциированного государства Гренада 3 марта 1967 — 7 февраля 1974